# Александр Айнзельн
Александер Ейнзельн (25 жовтня 1931 — 16 березня 2017) — естонський генерал, командувач Силами оборони Естонії з 1993 по 1995 роки, а раніше полковник армії США. Народжений в Естонії, він і його мати — ледве підлітками — втекли від Червоної армії, яка поверталася, щоб окупувати Естонію. З 1950 по 1985 рік він служив в армії США, брав участь у Корейській війні та як командир групи А спеціального призначення у війні у В'єтнамі. У 1993 році, на прохання президента Леннарта Мері, він повернувся до Естонії, щоб служити першим командувачем Сил оборони Естонії після відновлення незалежності Естонії.

## Життєпис
Александр Ейнзельн народився в Естонії 25 жовтня 1931 року. Батько Ейнзельна був депортований радянськими окупантами. Його мати та він шукали притулку на Заході в 1944 році, ставши переміщеними особами в післявоєнній Німеччині. У 1949 році вони емігрували до США.
Безпосередньо перед початком Корейської війни в 1950 році Ейнзелн пішов на службу в армію Сполучених Штатів і служив десантником. У 1955 році він отримав звання лейтенанта, а в 1964 році закінчив курс кваліфікації офіцерів спецназу армії США. У 1965—1966 роках служив у спецназі у В'єтнамі. У 1968 році він закінчив Університет Джорджа Вашингтона, а наступного року — Армійський штабний коледж. У 1971—1972 роках Айнзельн відбув ще один тур у В'єтнамі. У 1975—1976 роках проходив службу на штабних посадах у штабі армії. Після закінчення старших курсів Коледжу національної оборони Айнзелн з 1977 по 1982 рік працював керівником офісу Організації Європейського та Північноатлантичного договору у Відділі планування та політики Об'єднаного комітету начальників штабів. Після цього він обіймав посаду заступника генерального інспектора в Тихоокеанському командуванні США до свого виходу на пенсію в 1985 році. Під час своєї кар'єри в армії США Айнзелн командував піхотою, десантниками, спецназом і навчальними підрозділами, отримав 28 медалей і пішов у відставку в званні полковника.
У 1993 році на прохання президента Естонії Леннарта Мері Ейнсельн повернувся до Естонії, щоб прийняти командування її військовими силами, незважаючи на заперечення Державного департаменту США. США погрожували припинити військову пенсію Айнзелна і навіть позбавити його американського громадянства. Однак, заручившись підтримкою кількох американських сенаторів, Айнзелн отримав офіційний дозвіл від влади США зайняти нову посаду.

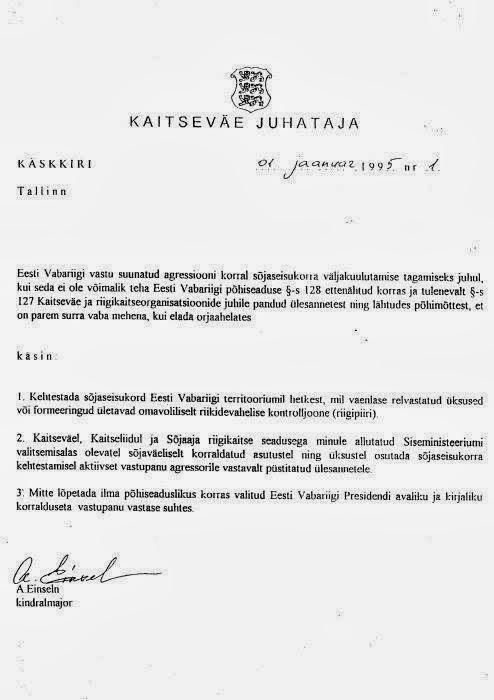
Указ Айнзелна про негайний опір у разі іноземної агресії

У січні 1995 року, після початку Першої чеченської війни, Айнзелн видав наказ, за яким у разі перетину іноземними військами кордону Сили оборони Естонії повинні були негайно розпочати активний опір і не припиняти бойових дій доти, доки не буде наказано зробити це з боку Президента Естонії. Це було задумано як механізм запобігання капітуляції без опору, як це сталося в 1939 році. У 2014 році, після початку конфлікту в Україні, діючий головнокомандувач генерал Ріхо Террас зазначив, що указ Айнзелна досі діє.
Раніше, 4 грудня 1995 року, генерал Айнзельн подав у відставку з посади командувача Збройними силами через розбіжності з міністром оборони.
У лютому 1996 року нагороджений естонським орденом Хреста Орла.
Айнзельн помер 16 березня 2017 року у віці 85 років. Його прах поховано 2 квітня 2018 року на Арлінгтонському національному кладовищі разом з іншими ветеранами Корейської та В'єтнамської воєн.

## Терміни початку акції

### Армія Естонії
Див. Військові звання Естонії
| Знаки розрізнення | ранг              | Дата           |
| ----------------- | ----------------- | -------------- |
|                   | Полковник         | 1993 рік       |
|                   | Генерал-майор     | 17 червня 1993 |
|                   | Генерал-лейтенант | 22 червня 1995 |
|                   | Генерал           | 3 грудня 1995  |

## Нагороди, відзнаки та визнання

### Нагороди та відзнаки
| Естонські нагороди та відзнаки |                                                                     |                     |
|                                | Орден Орлиного хреста 2-го ступеня                                  | 16 лютого 1996 року |
|                                | Нагорода Центру миротворчих операцій                                | 30 січня 2001 року  |
| Нагороди та відзнаки США       |                                                                     |                     |
|                                | Медаль за відмінну службу в Збройних силах                          |                     |
|                                | Легіон заслуг                                                       |                     |
|                                | Бронзова зірка з одним скупченням дубового листя                    |                     |
|                                | Повітряна медаль                                                    |                     |
|                                | Похвальна медаль з чотирма гронами дубового листя                   |                     |
|                                | Армійська медаль за відмінну поведінку (кілька нагород)             |                     |
|                                | Медаль «За службу в окупаційній армії»                              |                     |
|                                | Медаль за службу національній обороні з одним пучком дубового листя |                     |
|                                | Медаль за службу в Кореї з трьома зірками кампанії                  |                     |
|                                | Медаль за службу у В'єтнамі з двома зірками                         |                     |
|                                | Відзнака за службу в армії                                          |                     |
|                                | Відзнака за службу за кордоном                                      |                     |
| Іноземні нагороди              |                                                                     |                     |
|                                | Хрест Галантності (В'єтнам) з 2 зірками                             |                     |
|                                | Почесна медаль Збройних сил Республіки В'єтнам першого ступеня      |                     |
|                                | Почесна медаль Республіки В'єтнам першого ступеня                   |                     |
|                                | Відзнака Президентського відділу Республіки Корея                   |                     |
|                                | Відзнака Республіки В'єтнам Хрест Галантні з долонею                |                     |
|                                | Медаль за службу ООН                                                |                     |
|                                | Кампанійна медаль Республіки В'єтнам із пристроєм 1960 року         |                     |

| Інші відзнаки |                                                                            |
|               | Знак бойового піхотинця із зіркою                                          |
|               | Нашивка спецназу                                                           |
|               | Нашивка рейнджера                                                          |
|               | Значок старшого парашутиста                                                |
|               | Ідентифікаційний значок Управління Об'єднаного комітету начальників штабів |
|               | Штабний розпізнавальний жетон                                              |
|               | Значок парашутиста Республіки В'єтнам                                      |